# Het Nieuwsblad
Het Nieuwsblad (en français : Le journal des nouvelles) est un quotidien belge néerlandophone. Paru pour la première fois en 1932, il fait partie du groupe de presse Corelio, qui comprend également Het Volk et anciennement De Standaard. 
À tendance populaire, il paraît également le dimanche depuis 2003 sous la dénomination Het Nieuwsblad op Zondag.
En 2009, la célèbre course cycliste Circuit Het Volk est devenu le Circuit Het Nieuwsblad, en raison de la fusion des quotidiens Het Volk et Het Nieuwsblad.